# دهوریا
دهوریا (به انگلیسی: Dhoria) یک منطقهٔ مسکونی در پاکستان است که در ناحیه گجرات واقع شده‌است.